# 우희진
우희진(禹喜珍, 1975년 5월 24일 ~ )은 대한민국의 배우다.

## 학력
- 서울신암초등학교 (졸업)
- 신암중학교 (졸업)
- 명성여자고등학교 (졸업)
- 서울예술전문대학 연극과 전문학사 (졸업)

## 출연작

### 드라마
- 1988년 MBC 일요 특별기획 드라마 《조선왕조 오백년 - 인현왕후》 ... 어린 세자빈 역
- 1988년 KBS1 1부작 특집 드라마 《13세의 봄》 ... 수진 역
- 1992년 KBS2 주말연속극 《사랑을 위하여》 ... 서윤희 역
- 1993년 KBS2 수목 미니시리즈 《굿모닝 영동》
- 1994년 KBS2 수목 미니시리즈 《느낌》 ... 김유리 역
- 1995년 MBC 수목 미니시리즈 《종합병원 - 보랏빛 섬의 향기》 ... 섬처녀 역 (특별출연)
- 1995년 MBC 단막극 《MBC 베스트극장 - 자유선언》
- 1995년 MBC 수목 미니시리즈 《전쟁과 사랑》 ... 송은주 역
- 1996년 MBC 아침 일일연속극 《자반고등어》 ... 유정우 역
- 1997년 MBC 단막극 《MBC 베스트극장 - 유머펀치 무작정 따라가기》
- 1997년 MBC 아침 일일연속극 《세 번째 남자》 ... 송하연 역
- 1997년 ~ 1998년 SBS 8부작 드라마 스페셜 《화이트 크리스마스》 ... 승미 역
- 1998년 MBC 《MBC 베스트극장 - 머피의 법칙》 ... 강인애 역
- 1999년 MBC 《험한 세상의 다리되어》 ... 우희진 역
- 1999년 KBS2 《어사출두》 ... 금월 역|

- 1999년 MBC 《MBC 베스트극장 - 너를 보면 나는 잠이 와》 ...은서 역
- 1999년 KBS2 《반달끼리 만나서》 ... 소영 역
- 1999년 MBC 《사랑할수록》 ... 송나영 역
- 2000년 SBS 《돈.com》 ... 김유리 역
- 2000년 MBC 《세 친구》 ... 우희진 역 (특별출연)
- 2000년 KBS1 《좋은걸 어떡해》 ... 은방울 역
- 2002년 MBC 《인어 아가씨》 ... 은예영 역
- 2003년 SBS 《압구정 종갓집》 ... 여 변호사 역
- 2005년 MBC 《MBC 베스트극장 - 이별의 왈츠》 ... 민정 역
- 2005년 SBS 《꽃보다 여자》 ... 박동지 역
- 2005년 MBC 《맨발의 청춘》 ... 민희정 역
- 2006년 MBC 《MBC 베스트극장 - 못한 여자, 했던 남자》 ... 주소라 역
- 2006년 MBC 《어느 멋진 날》 ... 위장 결혼녀 역 (특별출연)
- 2006년 KBS2 《웃는 얼굴로 돌아보라》 ... 이희진 역
- 2007년 KBS2 《사랑해도 괜찮아》 ... 윤지인 역
- 2008년 KBS1 《KBS HDTV 문학관 - 나의 피투성이 연인》 ... 혜영 역
- 2009년 tvN 《세 남자》 ... 상면의 처, 우희진 역
- 2010년 SBS 《인생은 아름다워》 ... 양지혜 역
- 2011년 MBC 《남자를 믿었네》 ... 김화경 역
- 2012년 KBS1 《산 너머 남촌에는 2》 ... 최영희 역
- 2013년 SBS 《열애》 ... 양혜숙 역
- 2014년 KBS2 《KBS 드라마 스페셜 - 들었다 놨다》 ... 이은홍 역
- 2014년 MBC 《왔다! 장보리》 ... 이정란 역
- 2014년 KBS2 《힐러》 ... 강민재 역
- 2015년 MBC 《딱 너 같은 딸》 ... 마지성 역
- 2016년 MBC 《좋은사람》 ... 윤정원 역
- 2016년 SBS 《달의 연인 - 보보경심 려》 ... 오상궁 역
- 2017년 KBS2 《7일의 왕비》 ... 폐비 윤씨 역 (특별출연)
- 2017년 MBC 《도둑놈, 도둑님》 ... 박선진 역
- 2018년 SBS 《나도 엄마야》 ... 최경신 역
- 2019년 KBS2 《단, 하나의 사랑》 ... 정유미 역
- 2020년 SBS 《브람스를 좋아하세요?》 ... 정경선 역 (특별출연)
- 2021년 MBC 《오! 주인님》 ... 김이나 역
- 2021년 tvN 《어느 날 우리 집 현관으로 멸망이 들어왔다》 ... 강수자 역
- 2021년 KBS2 《달리와 감자탕》 ... 송사봉 역
- 2023년 SBS 《마이 데몬》 ... 도도희의 어머니 역 (특별출연)
- 2024년 KBS2 《환상연가》 ... 청명비 역

### 시트콤
- 1995년 ~ 2000년 SBS 일일 저녁 시트콤 《LA아리랑》
- 1996년 ~ 1999년 MBC 일일 저녁 시트콤 《남자 셋 여자 셋》 ... 우희진 역

### 영화
| 연도 | 제목       | 역할        | 비고     |
| ---- | ---------- | ----------- | -------- |
| 1994 | 어린 연인  | 김윤희      |          |
| 2000 | 커밍아웃   |             | 특별출연 |
| 2012 | 남영동1985 | 인재은      | 특별출연 |
| 2025 | 악의 도시  | 강수 어머니 |          |

### 연극
- 《봄봄》

### 유아 비디오
- 1998년 SBS 프로덕션 《김국진, 우희진의 신나는 영어놀이》

### 방송
- 1994년 SBS 《열려라 웃음천국》 ... MC
- 1995년 DCN 《출동! 영화특급》 ... MC
- 1997년 MBC 《인기가요 베스트50》 ... MC
- 1997년 iTV 《재미접속 두 친구》 ... MC
- 1998년 MBC 《사랑의 스튜디오》 ... MC
- 1998년 EBS1 《장학퀴즈》 ... MC
- 1999년 MBC 《휴먼TV 앗! 나의 실수》 ... MC
- 2001년 MBC 《와! e 멋진세상》 ... MC
- 2011년 EBS라디오 《EBS FM 스페셜》 ... DJ
- 2011년 MBC 《공감토크쇼 놀러와》 ... 게스트
- 2012년 KBS 《해피투게더》 ... 게스트
- 2013년 SBS 《좋은 아침》 ... 게스트 (권진영 편 깜짝 출연)
- 2025년 KBS2 《오래된 만남 추구》 ... 게스트

### 라디오 프로그램
- 2015년 EBS FM 《EBS 책 읽는 라디오 낭독 시리즈》

### CF
- 1989년 빙그레 허리케인 (feat 김종찬)
- 1989년 롯데푸드 스위트홈
- 1987년 ~ 1992년 해태제과식품 딜라이츠, 후레쉬컵, 칸츄리콘, 핑키베리 등 (feat 이용식)
- 1991년 아모레퍼시픽 지지 아띠앙스
- 1993년 SWC 카파
- 1993년 남양유업 꼬모
- 1993년 오리온 왕새우땅콩
- 1994년 오리온 바이타C
- 1994년 금강제화 상품권 (feat 김민종)
- 1995년 한국피앤지에프이디 리조이스 플러스
- 1996년 오리온 포카칩 (feat 김호진)
- 2006년 평택시농업기술센터 슈퍼오닝

## 수상 및 후보
| 연도 | 시상식       | 부문                                   | 작품            | 결과 |
| ---- | ------------ | -------------------------------------- | --------------- | ---- |
| 1996 | MBC 연기대상 | 우수연기상                             | 자반고등어      | 수상 |
| 2002 | MBC 연기대상 | 여자 우수상                            | 인어 아가씨     | 수상 |
| 2010 | SBS 연기대상 | 특별기획 부문 여자 연기상              | 인생은 아름다워 | 후보 |
| 2015 | MBC 연기대상 | 연속극부문 여자 우수연기상             | 딱 너 같은 딸   | 후보 |
| 2016 | MBC 연기대상 | 연속극부문 여자 우수연기상             | 좋은사람        | 후보 |
| 2018 | SBS 연기대상 | 주말/일일드라마 부문 여자 최우수연기상 | 나도 엄마야     | 후보 |